# Philipp Longard
Philipp Longard (* 12. September 1860 in Sigmaringen; † 3. März 1920 ebenda) war ein preußischer Beamter und Abgeordneter.

## Leben
Philipp Longard war der Sohn des Regierungsrats und Verwaltungsgerichtsdirektors Johann Claudius von Longard und mütterlicherseits Enkel des Malers Philipp Veit. Er besuchte die Elementarschule und von 1869 bis 1878 das Gymnasium in Sigmaringen. Danach studierte er von 1878 bis 1881 Rechtswissenschaften in Freiburg, Bonn, München und Straßburg. 1881 legte er die erste, 1888 die zweite Staatsprüfung ab. 
1882 bis 1884 war er Gerichtsreferendar an verschiedenen Orten, von 1884 bis 1888 Regierungsreferendar bei den Regierungen Sigmaringen, Hildesheim und Köln und von 1888 bis 1891 Regierungsassessor in Sigmaringen und Königsberg. 1891 wurde er Oberamtmann beim Oberamt Hechingen, er übte dieses Amt bis 1903 aus. Von 1903 bis 1920 war er Oberamtmann beim Oberamt Sigmaringen. Von 1892 bis 1895 und von 1898 bis 1902 für das Oberamt Hechingen sowie von 1902 bis 1918 für das Oberamt Sigmaringen war er Abgeordneter im Kommunallandtag der Hohenzollernschen Lande. 1912 wurde er zum Geheimen Regierungsrat ernannt. 
Longard war Vorsitzender der Amtsausschüsse Sigmaringen-Gammertingen, Vorsitzender des Zweigvereins des Roten Kreuzes und ab 1903 auch Vorsitzender der Bezirksstelle für Landwirtschaft und Gewerbe.

## Auszeichnungen
- 1904: Offizier des portugiesischen Militärverdienstordens San Bento D’Aviz.
- 1906: Ehrenkreuz des Fürstlichen Hausordens von Hohenzollern III. Klasse
- 1907: Ritterkreuz I. Klasse des Ordens vom Zähringer Löwen
- 1907: Offizierskreuz Stern von Rumänien
- 1907: Roter Adlerorden IV. Klasse
- 1913: Kronenorden III. Klasse
- 1917: Eisernes Kreuz II. Klasse